# Дельта Ориноко
Дельта Ориноко — обширная дельта, образованная рекой Ориноко. Расположена в восточной части Венесуэлы. Площадь дельты составляет 43,646 км2. Образована 36 рукавами и множеством более мелких проток. Для европейцев была открыта в 1499 году участниками испанской экспедиции в Южную Америку.
Дельта занимает всю территорию штата Дельта Амакуро и небольшие части штатов Монагас и Сукре. Подразделяется на две части: основную (северная часть) и второстепенную. В этом регионе живет народ варрау. Веерообразная дельта образована многочисленными рукавами реки Ориноко, которые здесь называют caños. Крупнейшими рукавами являются Рио-Гранде (самый южный), Арагуао, Гуиникина, Марьюса, Макарео, Педерналес, Манамо (самый западный). Судоходство осуществляется по рукаву Макарео. Дельта Ориноко характеризуется несимметричностью и отсутствием лагуны. Рельеф местности главным образом равнинный, встречаются затопленные массивы тропического леса. Вдоль побережья находятся мангровые заросли. Ежедневные приливы проносят морскую воду вверх по протокам дельты, вызывая поророку. В период низкого стока реки приливы распространяются выше вершины дельты.
Дельта находится в области субэкваториального климата. Средняя температура воздуха составляет 26,7 °C, средний максимум 32,3 °C и средний минимум 23 °C.
В центральной части дельты находится национальный парк Мариуса площадью 3,3 тыс. км².

## Галерея

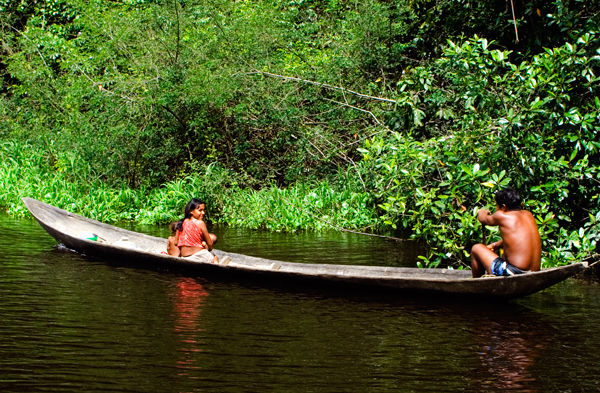
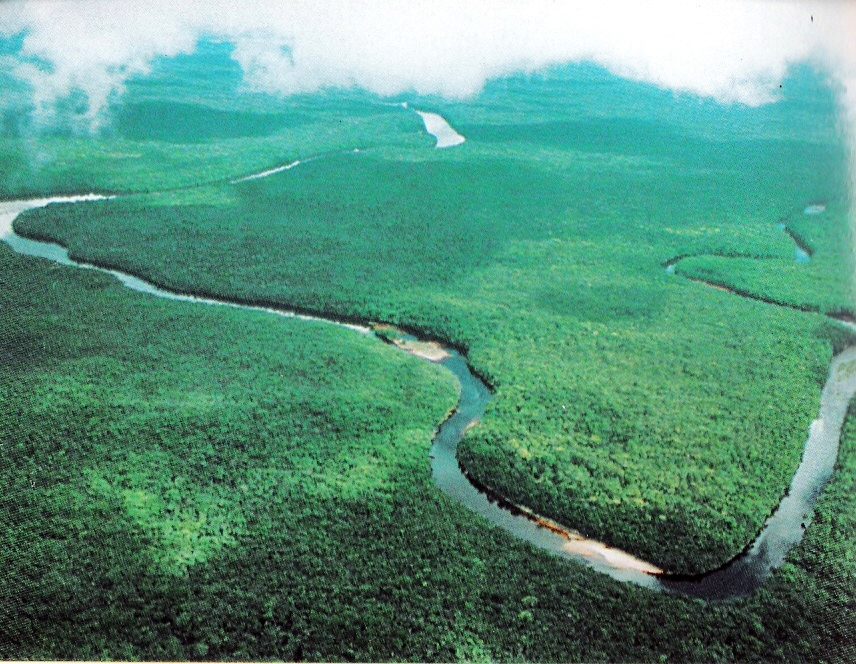
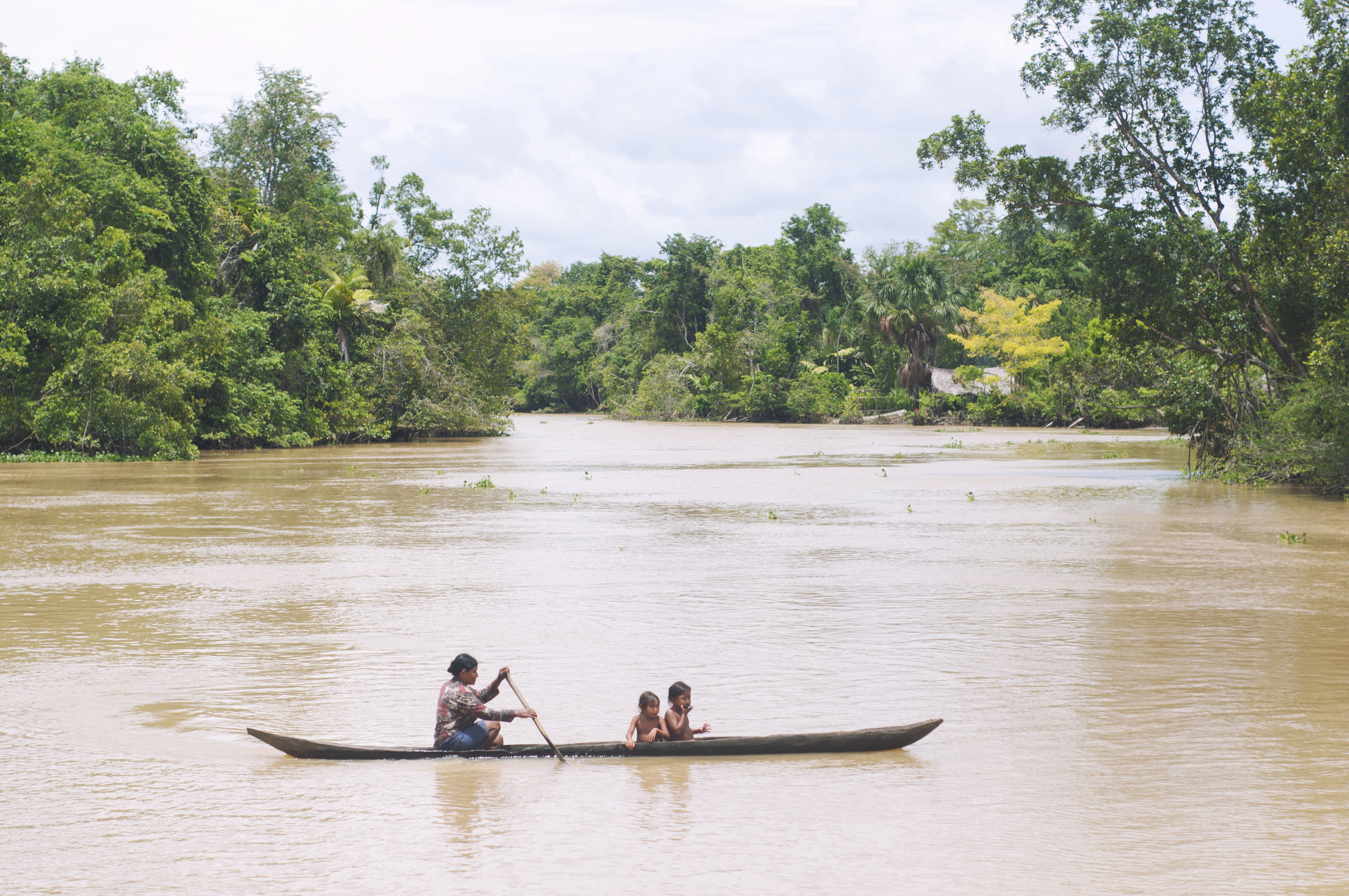
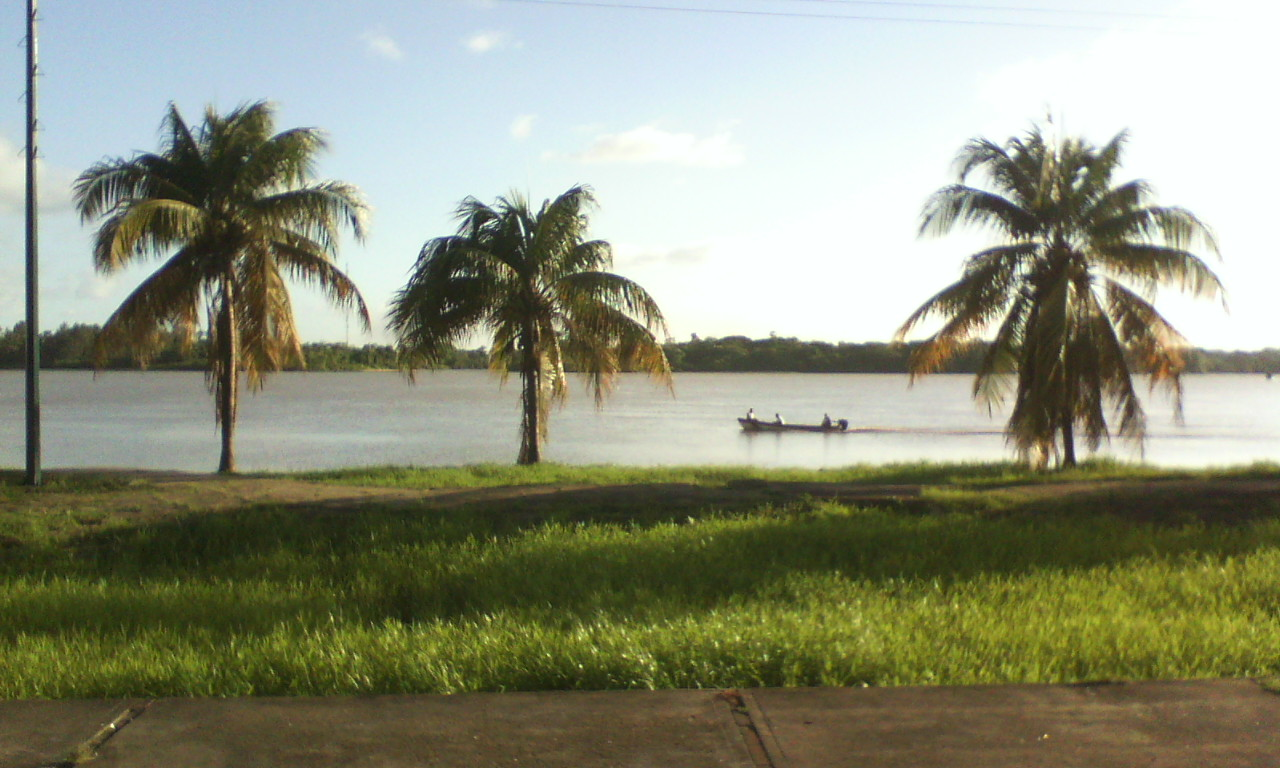
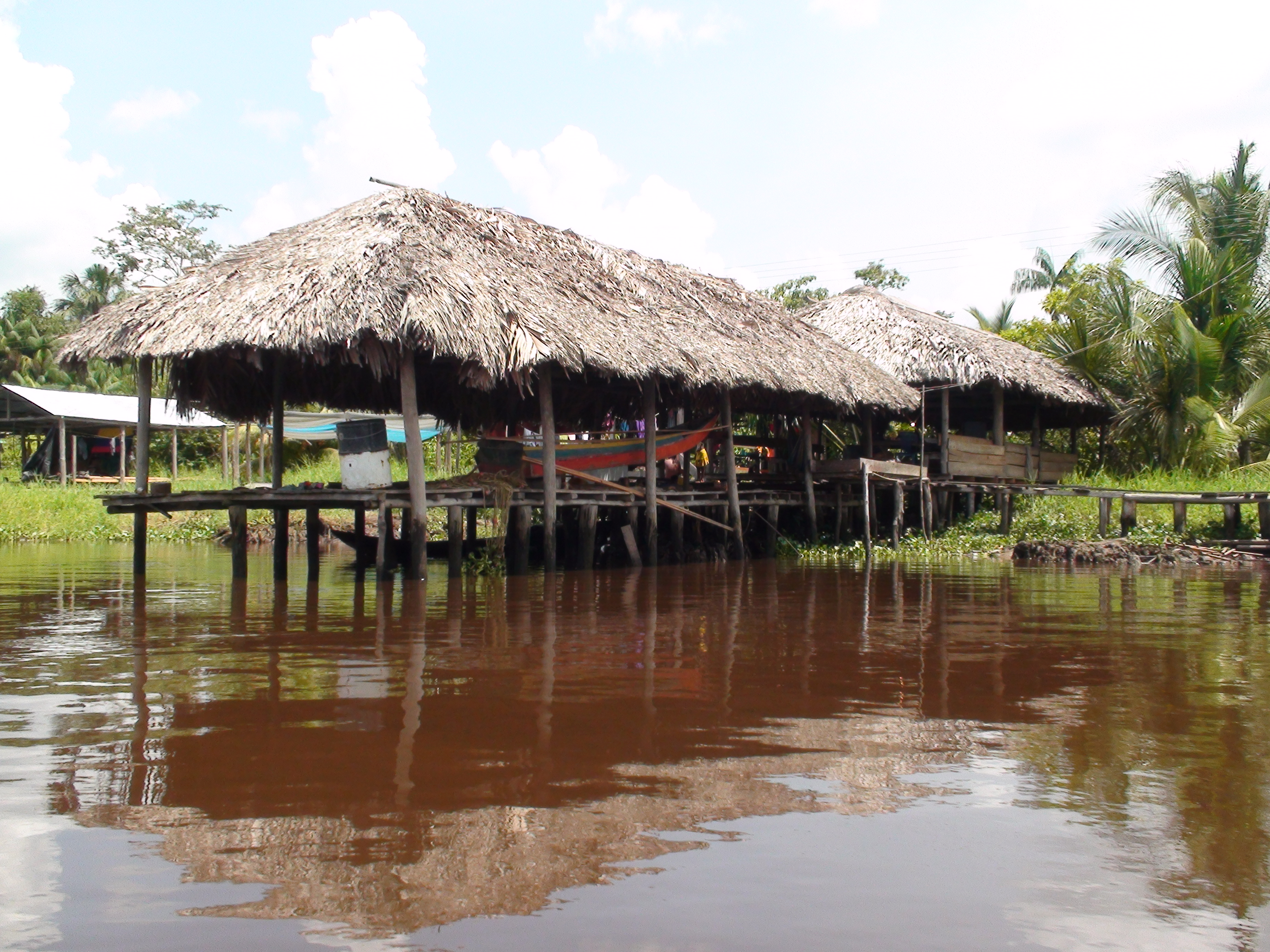